# 大阪市立友渕中学校
大阪市立友渕中学校（おおさかしりつ ともぶちちゅうがっこう）は、大阪府大阪市都島区にある公立中学校。
地域に大規模団地が開発されたことに伴う生徒数の急増のため、1984年に大阪市立高倉中学校から分離開校した。

## 沿革
- 1983年10月24日 - 大阪市立都島第五中学校（仮称）準備室を設置。
- 1983年11月21日 - 新設校の校名を「大阪市立友渕中学校」にすることを決定。
- 1984年3月29日 - 大阪市立友渕中学校の設置条例を大阪市議会で議決。開校が最終的に確定。
- 1984年4月1日 - 大阪市立友渕中学校として、大阪市立高倉中学校より分離開校。高倉中学校から2-3年生が移籍。
- 1984年6月30日 - プール竣工
- 1984年10月31日 - 校歌・校旗制定
- 1984年11月24日 - 開校記念式典を実施。
- 1987年4月8日 - 養護学級設置

## 通学区域
- 大阪市立友渕小学校の通学区域。
  - 大阪市都島区 善源寺町2丁目2番（1号 - 8号）、友渕町1丁目2番 - 7番

## 交通・アクセス方法
- Osaka Metro（谷町線）都島駅より北へ約1km
- 大阪シティバス・高倉町2丁目バス停 より西へ約500m

## 出身者
- 竜田夏苗（棒高跳選手）[1]
- 諏訪裕美（バスケットボール選手）